# Jebba
Jebba ist eine Stadt am Flussufer des Niger, sie liegt im Bundesstaat Kwara im westlichen Teil von Nigeria an der Schnellstraße Highway A1, die die Stadt mit dem Norden und dem Süden von Nigeria verbindet.

## Geschichte
Die ersten Hinweise über den Siedlungsort, der auf der Insel im Fluss Niger lag, gehen auf das frühe 13. Jahrhundert zurück, als sich dort die Volksgruppe der Yoruba ansiedelte. Die Ursprünge der Siedler liegen mit großer Wahrscheinlichkeit im alten Ägypten, von wo ihre Vorfahren nach Südwesten zogen und sich schließlich im heutigen Teil von Nigeria niederließen. Im 16. Jahrhundert siedelte sich in Jebba auch das Volk der Nupe an. Aus dieser Zeit stammen die bekannten Jebba-Bronzefiguren. Siegfried Frederick Nadel (1903–1956) beschrieb 1946 in seinem Buch The Kingdom of Nupe in Nigeria die Besiedlung durch das Volk der Nupe.
Die heutige Stadt Jebba ist in einen Nord- und einen Südteil sowie die Insel Jebba aufgeteilt. Die Insel Jebba im Niger-Fluss ist noch immer eine traditionelle Nupe-Siedlung. 2007 hatte die Stadt 22.411 Einwohner.

## Wirtschaft
Neben der Industrie für pharmazeutische Produkte, Textilien und Papier und dem Jebba-Wasserkraftwerk sind die Landwirtschaft, Fischerei und Handwerksbetriebe die wichtigsten Wirtschaftszweige und die Haupteinnahmequellen der Stadt. Die 1910 angelegte Eisenbahnlinie mit der Brücke über den Niger trug zum wirtschaftlichen Aufschwung der Stadt bei. Die Eisenbahnlinie von Jebba zur Küstenstadt Lagos mit rund 488 km ist heute noch in Betrieb. Die Gleisanlagen wurde 2010 erneuert.
1976 wurde die vierspurige Jebba Road Bridge eröffnet, die die A1 über den Niger führt und damit eine wichtige Straßenverbindung zwischen Lagos und dem Norden des Landes schuf.
Die Jebba Paper Mills Ltd war der ehemals größte Arbeitergeber der Stadt und die größte Papierfabrik in Westafrika. Sie wurde aufgrund von Misswirtschaft und fehlender Investitionen geschlossen. 2009 übernahm ein indisches Unternehmen die Fabrik und den Markennamen und begann wieder dort zu produzieren. Das indische Unternehmen Manaksia Ltd verfügt über weitere 15 Produktionsstätten in Indien, zwei in Nigeria und eine in Ghana. Der Hauptsitz der heutigen Jebba Paper Mills Ltd befindet sich jedoch in Lagos.

## Sehenswertes
- Mungo Park Memorial: Denkmal für Mungo Park (1771–1806), britischer Afrikareisender und Autor, der bei seiner zweiten Niger-Reise 1806 ums Leben kam. Das Denkmal befindet sich am Bahnhof der Stadt Jebba.
- Jebba-Eisenbahnbrücke über den Fluss Niger, aus dem Jahr 1910 mit einer Gesamtlänge von 547 Metern.[7]